# Розавен, Жан-Людовик
Жан-Людовик де Лессег Розавен (фр. Jean-Louis de Leissègues Rozaven; в России — Розавен, Иоанн Антонович; 9 марта, 1772, Кемпер, Локронан, Бретань — 2 апреля, 1851, Рим, Папская область) — французский священнослужитель, диакон, богослов, публицист, иезуит. По происхождению бретонец.

## Биография
Розавен родился 9 марта 1772 г. в городе Кемпер и, получив домашнее воспитание, продолжал свое обучение в Иезуитской Коллегии этого города. Изгнание иезуитов из Франции принудило его, вместе со своим дядей-иезуитом, покинуть Францию, но затем они оба возвратились, и уже во время революции 1789 г. молодой Розавен, в возрасте 20 лет, вновь бежал из Кемпера в Англию, а затем в Бельгию. Занятие войсками Французской республики Бельгии побудило Розавена, поступившего незадолго перед тем в училище или семинарию для французских клириков, удалиться в Падерборн, где он пробыл 4 года, и, по окончании наук, был посвящен в сан диакона, а затем и священника католической церкви. В это время он узнал о существовании Общества отцов Святого Сердца (фр. Société des Pères du Sacré-Cœur) и, не колеблясь, просил главного настоятеля этого общества — отца Варена (père Varin) принять его в их среду. Желание его был исполнено, и Розавен вскоре был послан в Англию, чтобы устроить в Кенсингтоне пансион или училище для молодых англичан-католиков. Розавен пробыл в Англии несколько лет и был здесь, вместе с Брольи, главным деятелем Общества распространения веры.
Желая осуществить свое давнее желание — быть членом Ордена иезуитов, Розавен направился в Российскую Империю, Полоцк, где иезуиты тогда пользовались свободным пребыванием и даже покровительством. Он приехал в Санкт-Петербург и был назначен преподавателем философии в иезуитском благородном пансионе.
Необычайно ловкий и вкрадчивый, искусный диалектик и софист, Розавен успел обратить в католичество немалое число представителей высшего петербургского общества, включая княгиню Елизавету Голицыну, содействовал обращению известной Софьи Свечиной и племянника министра просвещения и духовных дел князя A. H. Голицына — князя Александра Голицына, воспитанника благородного иезуитского пансиона, и других.
Последствием этого обращения явился указ 15 декабря 1815 г. об изгнании иезуитов из Санкт-Петербурга в течение 24 часов.
Изгнанный из столицы, он в течение 4-х лет был профессором догматического богословия и деканом богословского факультета в полоцкой иезуитской академии.
При появлении статей, неблагоприятных иезуитам, Розавен, как самый фанатичный враг православия, писал опровержения как на них, так и на все сочинения в русской и французской литературе, направленные против учения латинской церкви. Розавен был противником воззрений Ламенне, Стурдзы и других так называемых рационалистических идей.
При преемнике Грубера —Бржозовском, Розавен был фактическим правителем ордена и как бы присяжным полемистом сочинений, враждебных латинству.
По смерти Бржозовского в 1820 г. и изгнания иезуитов из Российской Империи в том же году, Розавен переселился в Рим в качестве представителя Ордена иезуитов, находящихся во Франции, вёл полемику с Ламеннэ, писал сочинения, был в то же время профессором богословия в главной Коллегии, консультантом различных конгрегаций и членом Постоянного Святого Трибунала.
Розавен умер 2 апреля 1851 года и был торжественно погребен в Риме, в церкви Иисуса Христа, в капелле Св. Франциска Хавьера.

## Труды
- «Considérations sur la doctrine et l'esprit de l'église orthodoxe, par un jeune Russe» (1816) (написано по поводу обращения в католичество князя Александра Голицына).
- «La vérité défendue et prouvée par les faits, contre les calomnies anciennes et modernes» (Полоцк, 1817) (написано в защиту иезуитов, против сочинения Генриха Чирнера под заглавием «О папе и иезуитах»).
- «Quelques réflexions sur les réclamations de M. l’abbé Baston contre l’ouvrage de M. de Maistre» (1820) (написано в защиту сочинения графа де Местра «Du Pape»)
- «L'église catholique justifiée contre les attaques d'un écrivain qui se dit orthodoxe» (1822) (написано в опровержение производившего тогда сенсацию сочинения Александра Стурдзы под заглавием «Considérations sur la doctrine et l'esprit de l'Eglise orthodoxe», которое Император Александр I, как известно, приказал напечатать на счёт казны, выдав автору в награду, кроме того, 20000 рублей).
- «Examen d’un ouvrage intitulé: Des doctrines philosophiques sur la certitude dans leurs rapports avec les fondements de la théologie, de l’abbé Gerbert» (напечатаны в 1831 г. в Авиньоне).

Кроме того, Розавен помещал статьи в журнале «Друг религии» (Ami de la Religion").
- «L'église Russe Et L'église Catholique» (1862)
- «Uwagi nad wychowaniem młodzieży» (Полоцк) («Рассуждения о воспитании юношества»)

Розавен не владел польским языком и давал переводить свои сочинения на польский язык другим лицам;
- «Геродот и Диодор Сакульский»
- «Рассуждения о людях, живших в столетии минувшем»
- «Рассуждения по поводу водворения иезуитов во Фрейбурге» (последние три сочинения появились в свет на польском языке)

Несколько статей Розавена, без полной подписи автора, напечатано в издании:
- «L Ami de la Religion». Cp. Backer.
- «Bibliotheque des ecrivains de la Compagnie de Jesus» (Люттих, 1861); Михаил Морошкин, «Иезуиты в России».